# Bolívar (município)
Bolívar (partido) é um partido (município) da província de Buenos Aires, na Argentina. Possuía, de acordo com estimativa de 2019, 35.828 habitantes.

## Localidades
- San Carlos de Bolivar
- Hale
- Juan F. Ibarra
- Mariano Unzue
- Paula
- Pirovano
- Urdampilleta
- Villa Lynch Pueyrredon
- Vallimanca
- Villa Sanz